# Катафилл

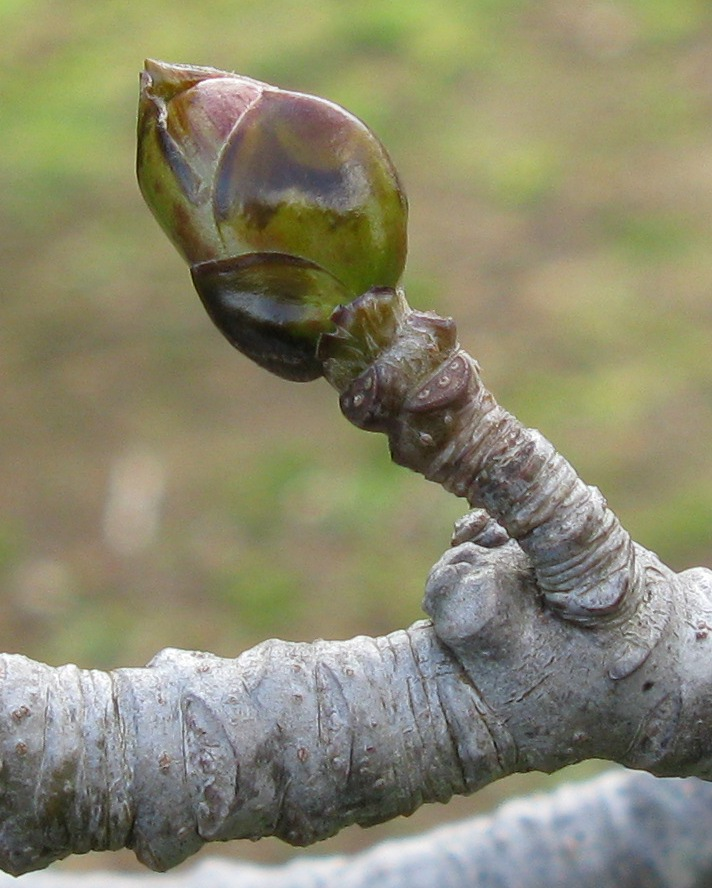
Катафилл на Liquidambar styraciflua

Катафи́ллы — в ботанике недоразвитые (редуцированные, чешуевидные) жёсткие почечные листья у растений, выполняющие защитные и запасающие функции (защищают сам молодой лист). Вид, размер, выраженность и цвет катафиллов варьируются в зависимости от конкретного вида растений из числа имеющих листья. Они, например, могут заканчиваться усиками-волосками.